# Yau gok
Jau gok hoặc Yau gok hay bánh quai vạc (tiếng Hán:油角, tiếng Hán Việt: du giác, bánh sừng (chiên) dầu) là một loại bánh thuộc Ẩm thực Hồng Kông của tỉnh Quảng Đông, Trung Quốc. Nó phổ biến nhất vào những ngày Tết Trung Quốc và được tiêu thụ ở những vùng và cộng đồng nói tiếng Quảng Đông, trong đó có cả Hồng Kông và Malaysia.

## Chuẩn bị

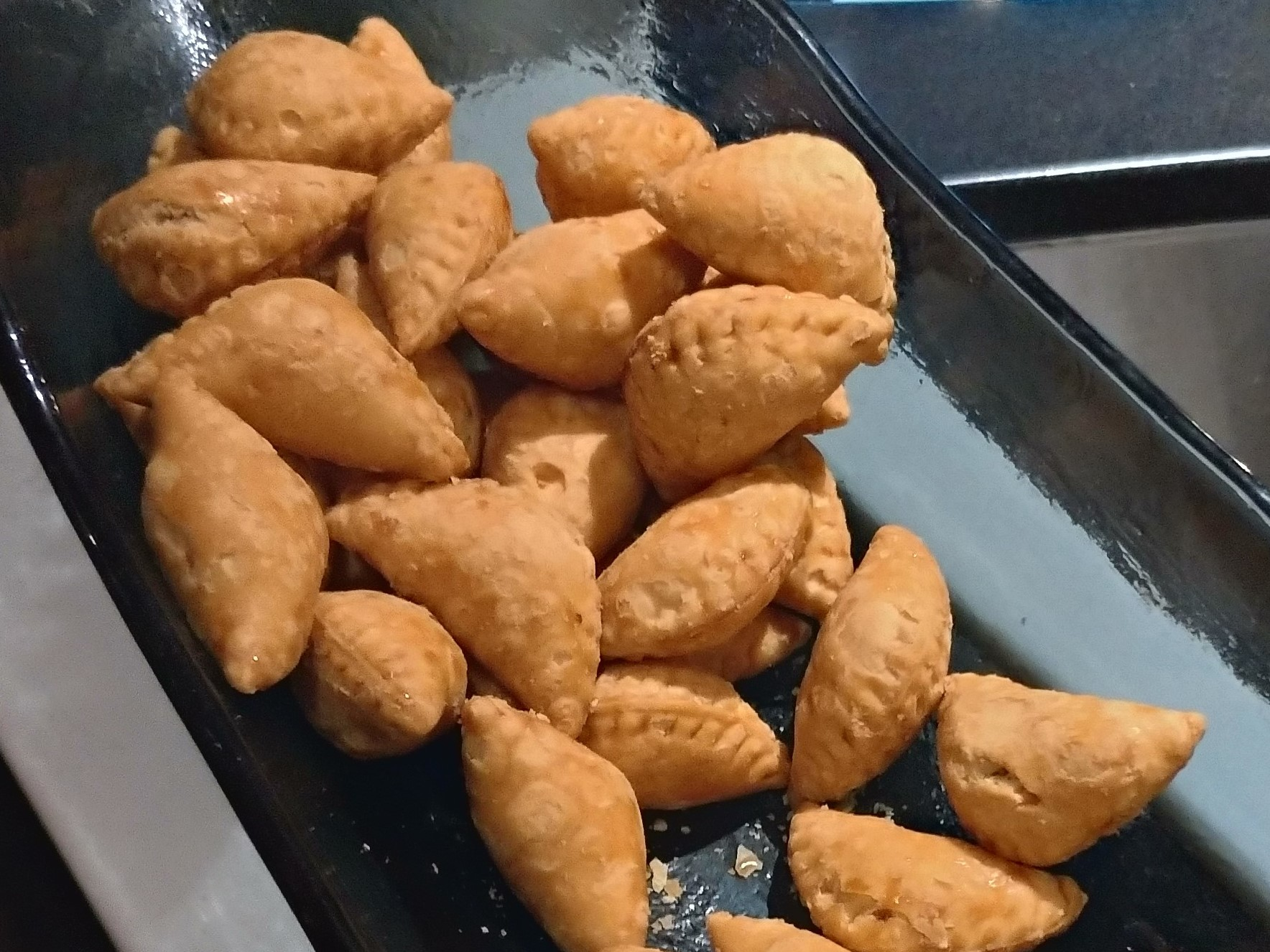